# Bérat
Bérat is een gemeente in het Franse departement Haute-Garonne (regio Occitanie). De plaats maakt deel uit van het arrondissement Muret. Bérat telde op 1 januari 2022 3.079 inwoners.

## Geografie
De oppervlakte van Bérat bedroeg op 1 januari 2022 24,46 vierkante kilometer; de bevolkingsdichtheid was toen 125,9 inwoners per km².

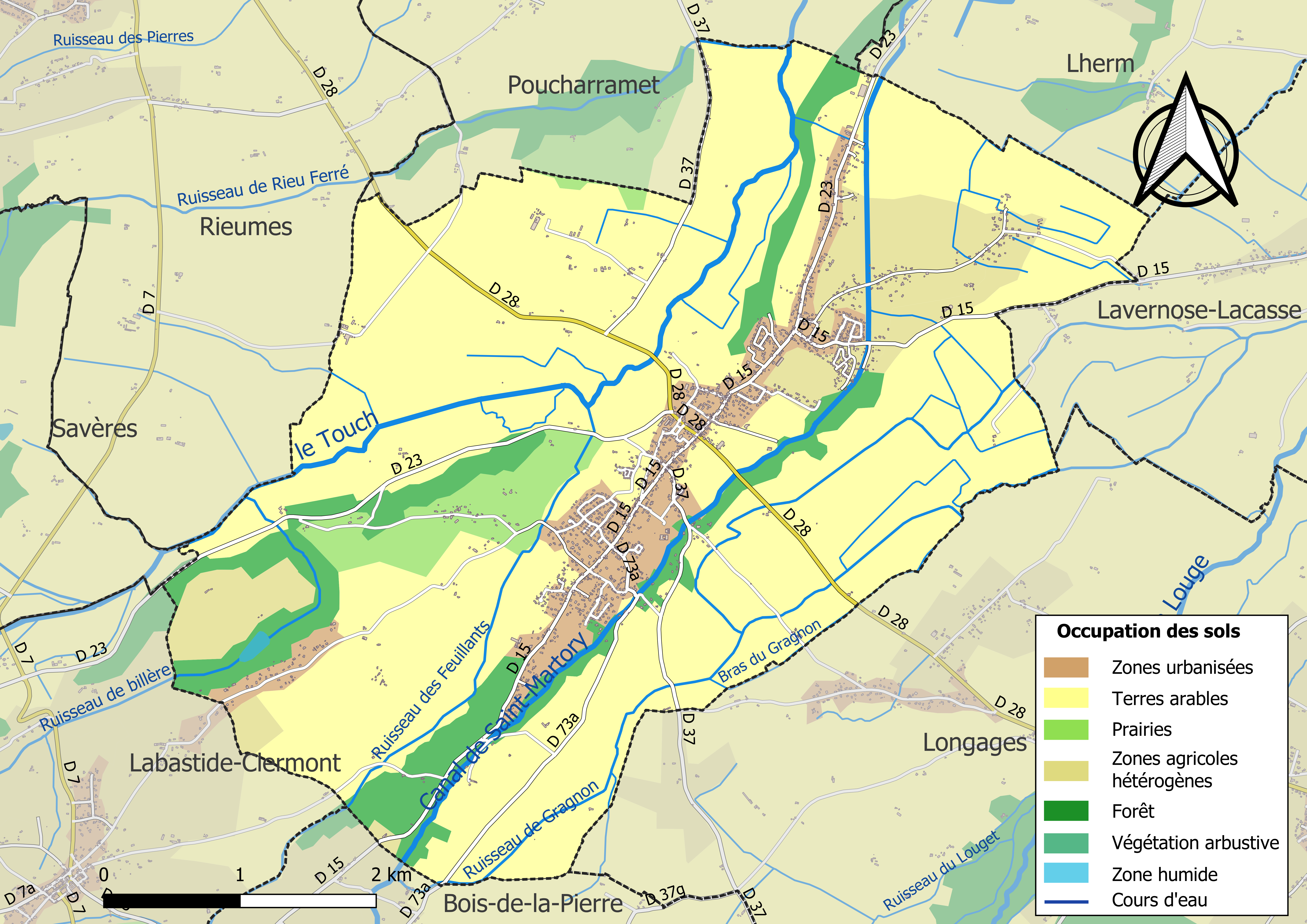
Kaart van de gemeente met belangrijkste infrastructuur, bodemgebruik en omliggende gemeenten

## Demografie
Onderstaande figuur toont het verloop van het inwonertal (bron: INSEE-tellingen).